# ژوسیمار
ژوسیمار (پرتغالی: Josimar؛ زادهٔ ۱۹ سپتامبر ۱۹۶۱) بازیکن فوتبال اهل برزیل است.
از باشگاه‌هایی که در آن بازی کرده‌است می‌توان به باشگاه فوتبال بوتافوگو، باشگاه فوتبال فلامینگو، باشگاه فوتبال سویا، باشگاه ورزشی اینترناسیونال، و باشگاه فوتبال سویا اشاره کرد.
وی همچنین در تیم ملی فوتبال برزیل بازی کرده‌است.